# Perissogonaster insignis
Perissogonaster insignis är en sjöstjärneart som beskrevs av Fisher 1913. Perissogonaster insignis ingår i släktet Perissogonaster och familjen Pseudarchasteridae.
Artens utbredningsområde är Filippinerna. Inga underarter finns listade i Catalogue of Life.